# Монестье (Ардеш)
Монестье́ (фр. и окс. Monestier) — коммуна во Франции, находится в регионе Рона — Альпы. Департамент коммуны — Ардеш. Входит в состав кантона Южный Анноне. Округ коммуны — Турнон-сюр-Рон.
Код INSEE коммуны — 07160.
Коммуна расположена приблизительно в 440 км к югу от Парижа, в 70 км южнее Лиона, в 55 км к северу от Прива.

## Население
Население коммуны на 2008 год составляло 55 человек.
| 1962 | 1968 | 1975 | 1982 | 1990 | 1999 | 2008 |
| ---- | ---- | ---- | ---- | ---- | ---- | ---- |
| 72   | 91   | 65   | 65   | 52   | 65   | 55   |

## Экономика
В 2007 году среди 34 человек в трудоспособном возрасте (15—64 лет) 21 были экономически активными, 13 — неактивными (показатель активности — 61,8 %, в 1999 году было 63,9 %). Из 21 активных работали 18 человек (11 мужчин и 7 женщин), безработными были 3 женщины. Среди 13 неактивных 3 человека были учениками или студентами, 3 — пенсионерами, 7 были неактивными по другим причинам.